# Culture sous-utilisée
Les cultures sous-utilisées, ou cultures marginalisées, sont également qualifiées de cultures négligées, orphelines, abandonnées, perdues, locales, mineures, traditionnelles, alternatives, de niche ou sous-développées. Ces espèces de plantes domestiquées ont parfois été utilisées pendant des siècles, voire des millénaires, pour leurs propriétés alimentaires, fourragères, oléagineuses, textiles ou médicinales, mais leur importance a diminué avec le temps en raison de contraintes particulières en matière d'approvisionnement et d'utilisation. Ces dernières peuvent être, entre autres, une durée de conservation médiocre, une valeur nutritionnelle non reconnue, une sensibilisation insuffisante des consommateurs ou une mauvaise réputation (aliment de famine ou « nourriture des pauvres », parfois en raison de la modernisation des pratiques agricoles). Certaines cultures ont été tellement négligées que l'érosion génétique de leurs pools géniques est devenue si grave qu'elles sont souvent considérées comme des cultures perdues.
À mesure que la demande concernant les attributs des plantes cultivées évolue (réévaluation ou découverte de leurs caractéristiques nutritionnelles, de leur valeur culinaire, de leur capacité d'adaptation au changement climatique, etc.), les cultures négligées peuvent surmonter les obstacles à une production et à un usage plus importants. En fait, de nombreuses plantes cultivées autrefois négligées sont devenues des cultures d'importance mondiale (huile de palme, soja, kiwi). Bien que les possibilités de développement de la culture à grande échelle d'espèces négligées semblent être de plus en plus épuisées, de nombreuses espèces peuvent encore potentiellement contribuer à la sécurité alimentaire, à la diversification nutritionnelle, diététique et culinaire, à l'amélioration de la santé des populations et à la création de revenus. Elles peuvent également fournir des services environnementaux. Il est impossible de définir ce qui constituerait un niveau d'utilisation « approprié » ou « correct ». Cependant, de nombreuses espèces négligées sont sous-utilisées de manière évidente compte tenu de leur valeur nutritionnelle et de leur productivité.

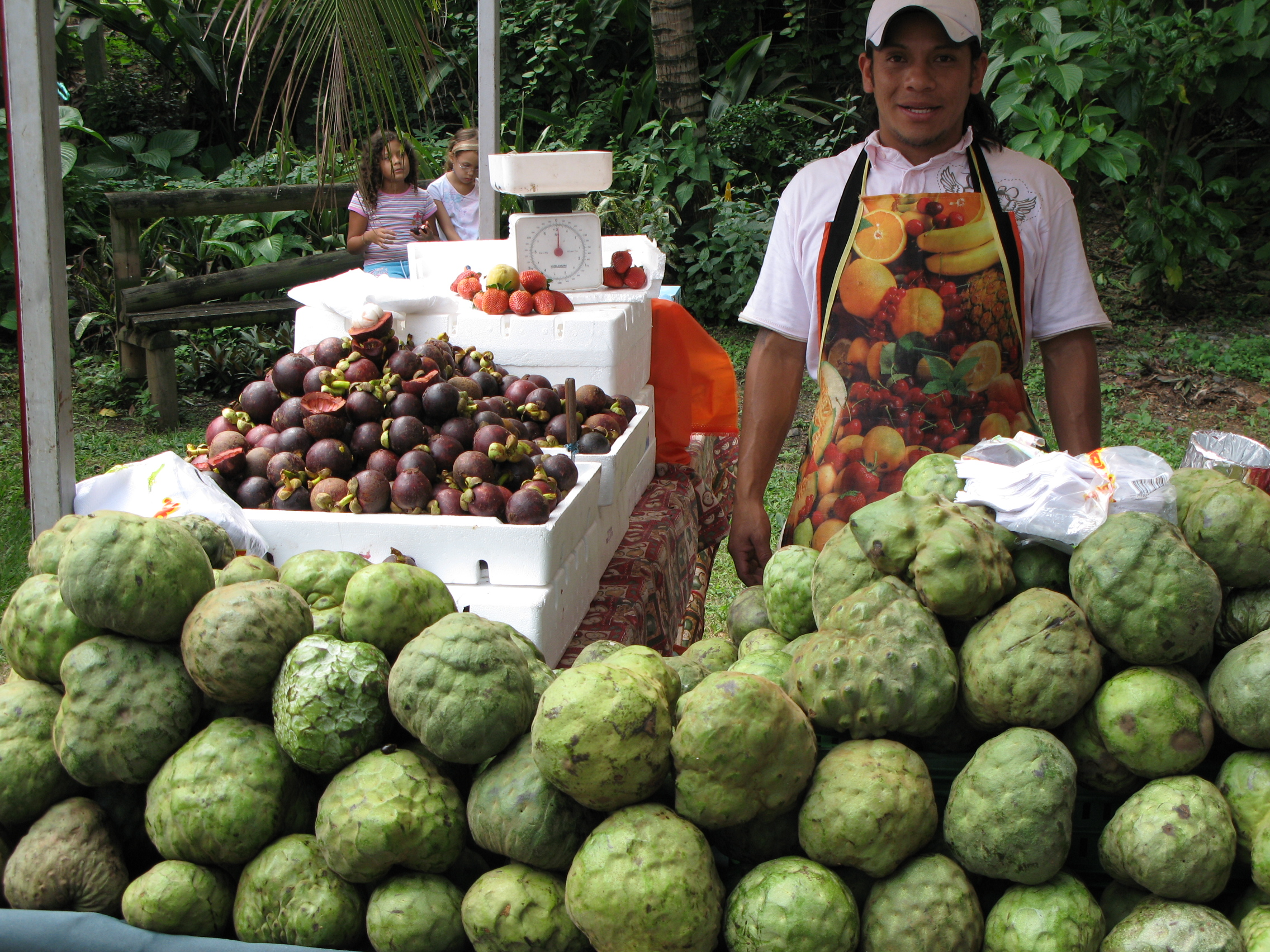
Chérimoles (Annona cherimola) en vente à Cali (Colombie). En arrière-plan, à gauche : mangoustans (Garcinia mangostana) produits localement.

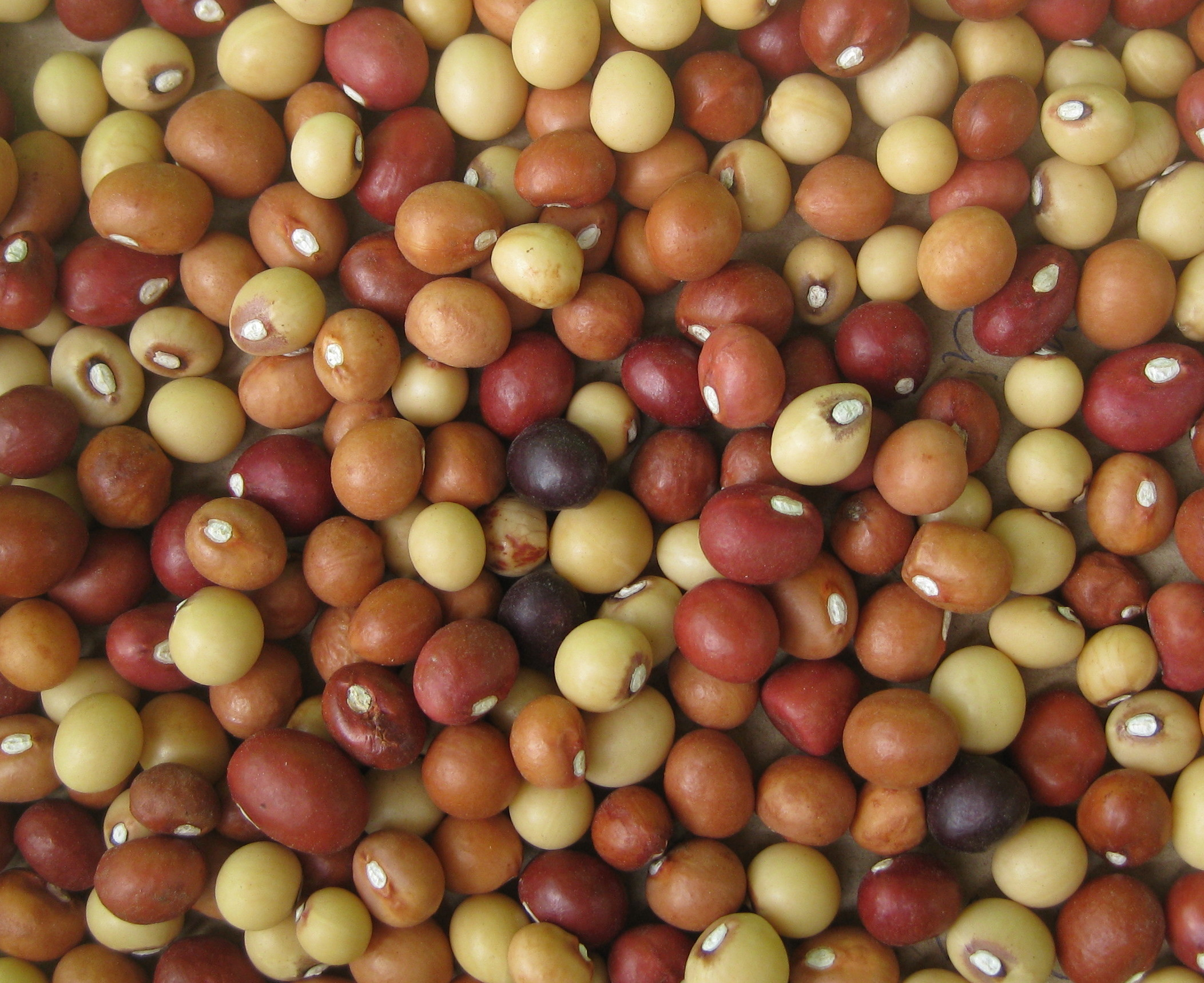
Pois bambara (Vigna subterranea) dans le district de Buzi (Mozambique).

En outre, les cultures orphelines contribuent également à la sécurité alimentaire. Cela se vérifie quand toute personne a à tout moment un accès physique et économique à une nourriture suffisante, saine et nutritive pour répondre à ses besoins et à ses préférences alimentaires pour une vie active et en bonne santé, en particulier pendant les périodes de famine.

## Vue d'ensemble

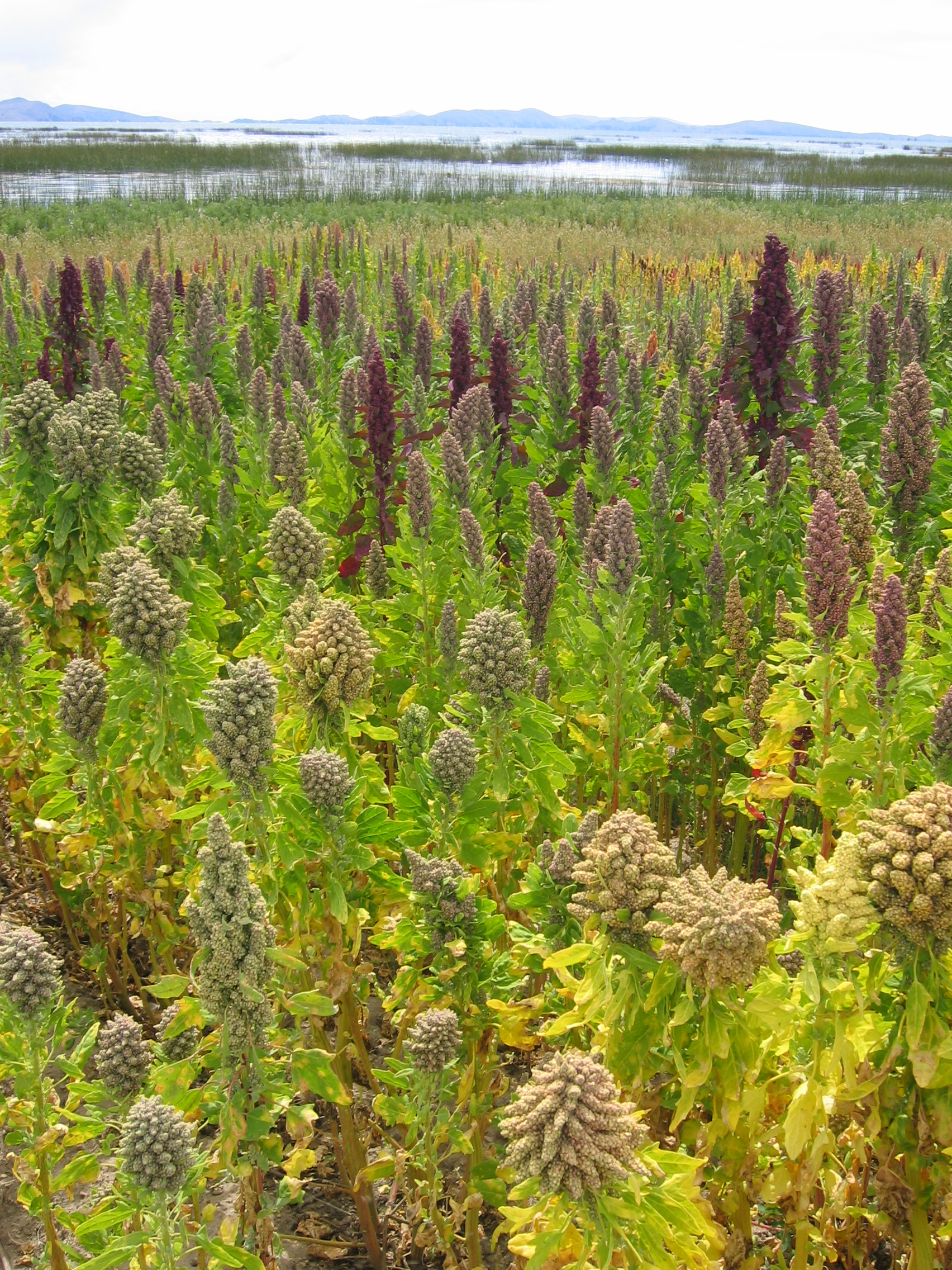
Cultures de quinoa (Chenopodium quinoa) à Cachilaya (Bolivie, Province de La Paz). Le lac Titicaca est visible à l'arrière-plan.

Trois cultures seulement (maïs, blé et riz)  représentent environ 50% de la consommation mondiale de calories et de protéines. Environ 95% des besoins alimentaires du monde sont fournies par 30 espèces de plantes seulement. À l’opposé, au moins 12 650 espèces de plantes ont été recensées comme étant comestibles. Les plantes négligées et sous-utilisées sont celles qui pourraient être utilisées - et qui, dans de nombreux cas, l'ont été dans le passé - à des fins alimentaires ou à d'autres fins, à plus grande échelle.
Ces espèces cultivées ont également été décrites comme « mineures », « orphelines », « prometteuses » ou « peu utilisées ».

## Définition
Il est difficile de définir avec précision quels attributs font qu'une espèce cultivée est « sous-utilisée », mais elles présentent souvent les caractéristiques suivantes :
- lien avec le patrimoine culturel de leurs lieux d'origine ;
- cultures locales et traditionnelles dont la distribution, la biologie, la culture et les utilisations sont mal documentées ;
- adaptation à des niches agroécologiques spécifiques et à des terres marginales ;
- systèmes d'approvisionnement en semences faibles ou inexistants
- utilisations traditionnelles dans des zones localisées ;
- systèmes de production traditionnels avec peu ou pas d'intrants externes ;
- faible attention de la part des services de recherche et de vulgarisation, des décideurs politiques, des donateurs, des fournisseurs de technologie et des consommateurs[7] ;
- peuvent être hautement nutritives ou avoir des propriétés médicinales ou d'autres utilisations.

Les cultures négligées sont principalement cultivées par les agriculteurs traditionnels. Ces espèces peuvent être largement réparties au-delà de leurs centres d'origine, mais tendent à occuper des niches particulières dans les systèmes de production et de consommation locaux. Elles sont importantes pour la subsistance des communautés locales, mais restent mal documentées et négligées par les centres de recherche et développement.
Les cultures sous-utilisées sont celles qui sont marginalisées par les agriculteurs et les consommateurs pour des raisons agronomiques, génétiques, économiques, environnementales et culturelles, et qui étaient autrefois des cultures importantes et majeures dans la communauté.

## Importance
Ils continuent de jouer un rôle important dans la subsistance et l'économie des populations pauvres des pays en voie de développement, en particulier dans les régions tropicales riches en agrobiodiversité. Malgré leur potentiel de diversification alimentaire et leur apport en micronutriments tels que vitamines et minéraux, ils continuent de susciter peu d’attention en matière de recherche et de développement.
Outre leur potentiel commercial, de nombreuses cultures sous-utilisées fournissent également des services environnementaux importants, car elles sont adaptées à des conditions de sol et de climat marginales.

## Contraintes
Les contraintes suivantes sont fréquentes :
- germoplasme disponible insuffisant ;
- manque d'informations techniques ;
- absence de politique nationale ;
- manque d'intérêt des chercheurs, agriculteurs et conseillers agricoles ;
- manque d'intérêt des producteurs.

## Exemples

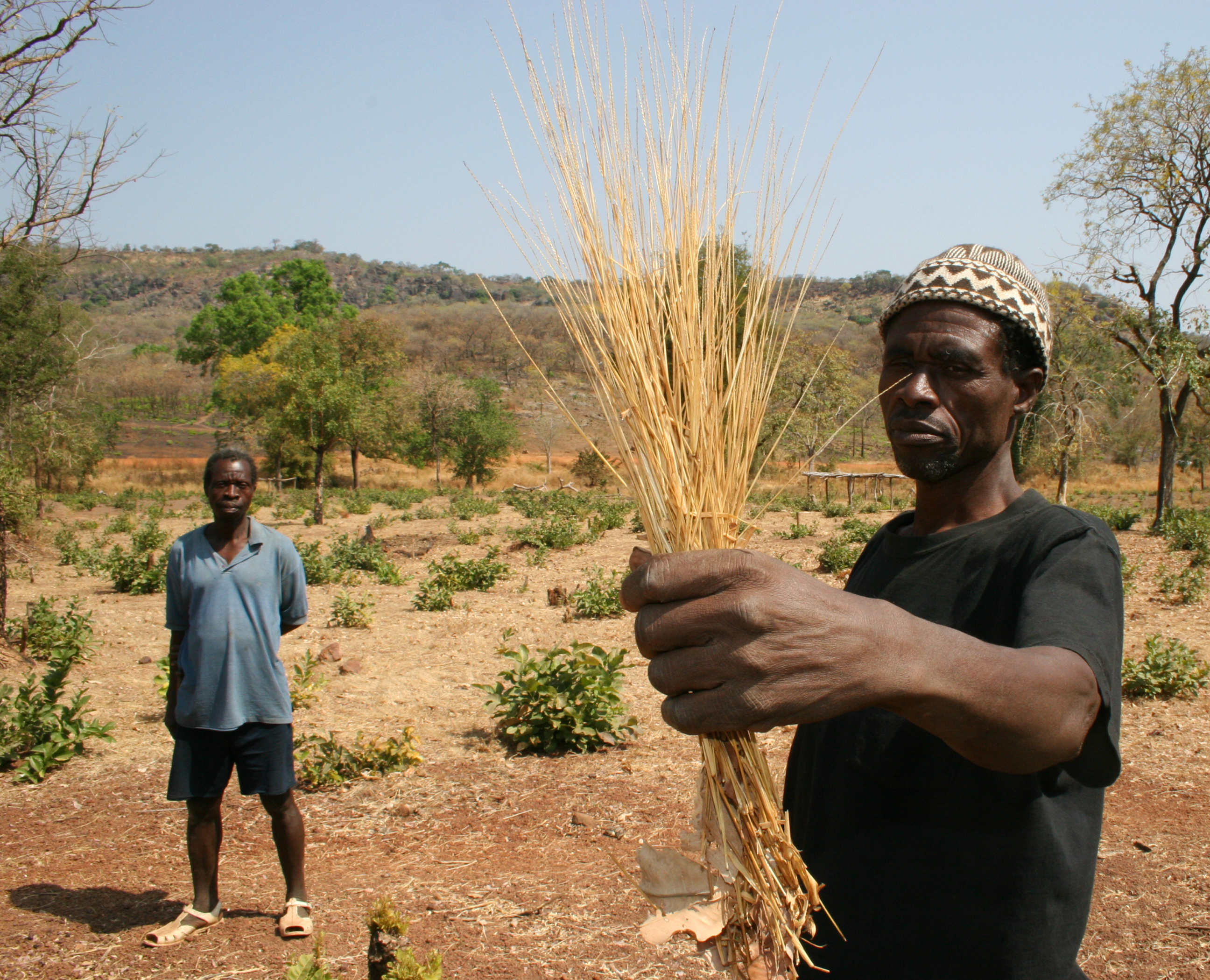
Le chef du village de Boula Téné (Sénégal), Théodore Mada Keita, présente du fonio blanc (Digitaria exilis) qui l'aide à nourrir sa famille dans le sud du Sénégal.

La détermination du caractère « sous-utilisé » d'une plante cultivée varie selon les chercheurs. La définition de ce groupe de cultures faits appels à des approches et des critères divers.
La négligence fait référence aux efforts de recherche et développement apportés à l'espèce cultivée. Elle peut être évaluée en fonction de l'efficacité des cadres juridiques et politiques nationaux et internationaux et des programmes de recherche et développement conduits pour soutenir sa conservation et son utilisation durable.
La sous-utilisation est particulière à la géographie et au potentiel d’une plante cultivée pour contribuer à améliorer les régimes alimentaires et les systèmes de production. Il convient de noter que si des espèces exotiques ou diversifiées sont sous-utilisées dans certaines régions, elles ne le sont pas nécessairement dans d’autres parties du monde.
La liste ci-après, non exhaustive, présente des exemples d'espèces sous-utilisées ou négligées.

### Céréales et pseudocéréales
- Amaranthus caudatus
- Chenopodium quinoa
- Chenopodium pallidicaule
- Digitaria exilis
- Echinochloa frumentacea
- Echinochloa utilis
- Eleusine coracana
- Eragrostis tef
- Fagopyrum esculentum
- Panicum miliaceum
- Panicum miliare
- Paspalum scrobiculatum
- Setaria italica
- Triticale

### Espèces fruitières (y compris fruits secs)

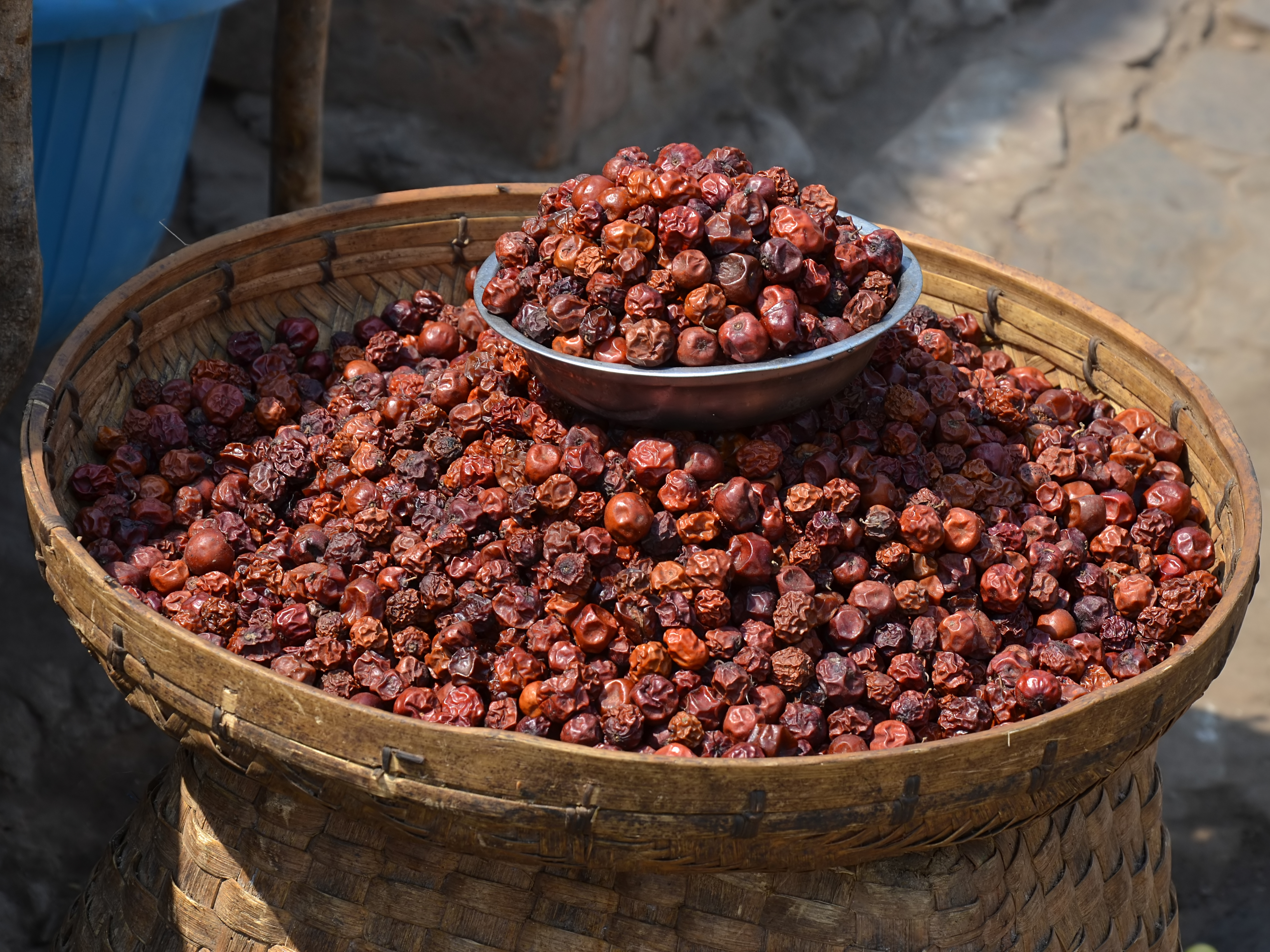
Fruits séchés deZiziphus mauritiana en vente à Luangwa sur la Grande route de l'Est (Zambie).

- Adansonia digitata
- Aegle marmelos
- Anacardium occidentale
- Annona cherimola
- Annona muricata
- Annona squamosa
- Artocarpus heterophyllus
- Averrhoa carambola
- Bactris gasipaes
- Canarium indicum
- Carissa edulis
- Carya cathayensis
- Casimiroa edulis
- Ceratonia siliqua
- Choerospondias axillaris
- Citrus grandis
- Cornus mas
- Crataegus monogyna
- Cydonia oblonga
- Dimocarpus longan
- Diospyros kaki
- Durio zibethinus
- Elaeagnus angustifolia
- Emblica officinalis
- Eriobotrya japonica
- Ficus carica
- Garcinia mangostana
- Hippophae rhamnoides
- Hovenia dulcis
- Irvingia gabonensis
- Juglans regia
- Lagenaria sphaerica
- Litchi chinensis
- Manilkara zapota
- Nephelium lappaceum
- Passiflora edulis
- Pistacia lentiscus
- Pouteria sapota
- Prunus amygdalus
- Psidium guajava
- Punica granatum
- Ricinodendron heudelotii
- Salacca zalacca
- Tamarindus indica
- Terminalia kaernbachii
- Vitis spp.
- Ziziphus mauritiana

### Légumes (y compris légumes secs)

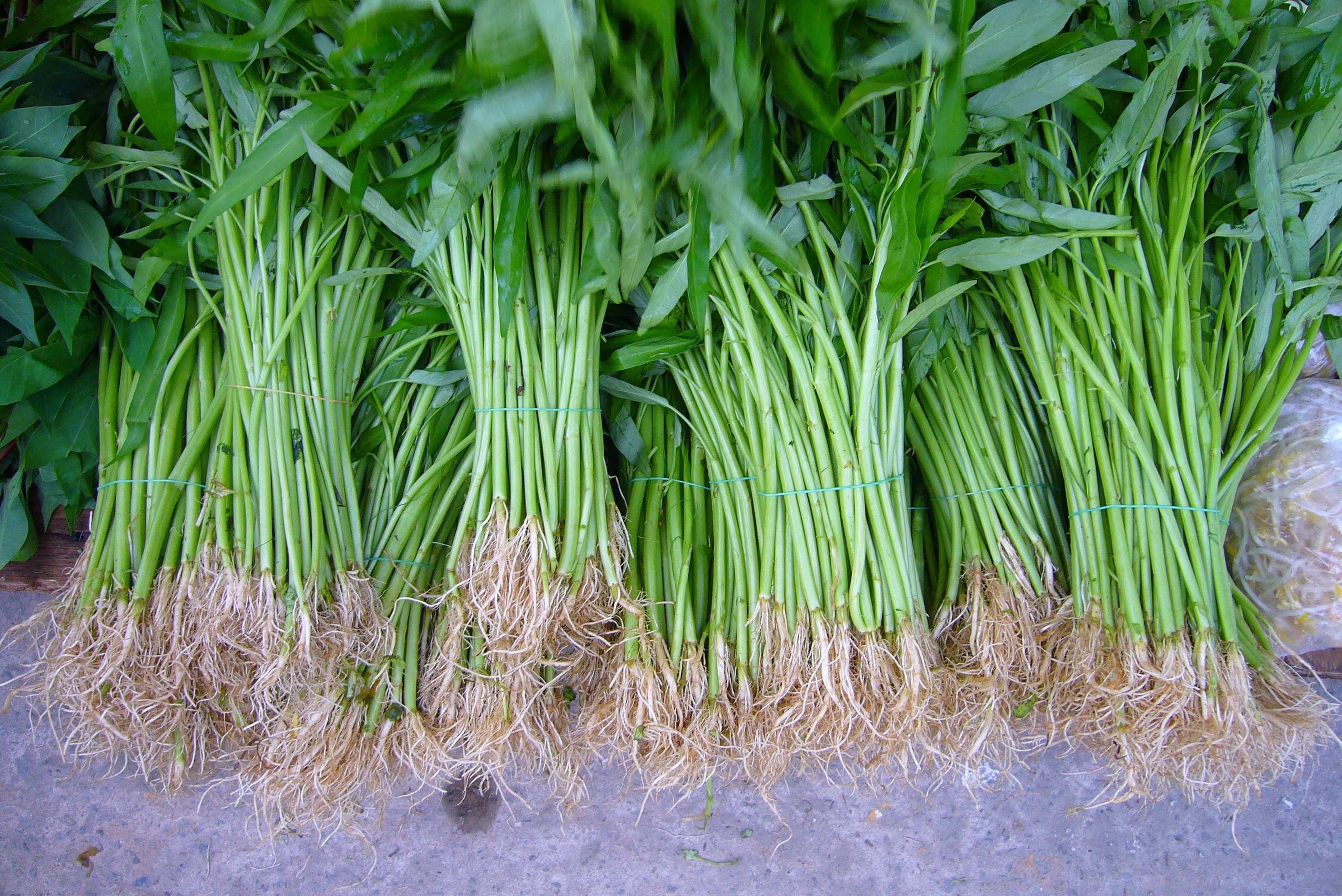
Ipomoea aquatica sur le marché du dimanche à Kuching, Sarawak (Malaisie)

- Adansonia digitata
- Amaranthus spp.
- Artemisia dracunculus
- Basella alba
- Basella rubra
- Borago officinalis
- Boscia coriacea
- Brassica carinata
- Campanula rapunculus
- Canavalia spp.
- Chenopodium album
- Cichorium intybus
- Cleome gynandra
- Corchorus spp.
- Crambe cordifolia
- Crotalaria spp.
- Curcuma spp.
- Cucurbita spp.
- Hibiscus sabdariffa
- Ipomoea aquatica
- Kerstingiella geocarpa
- Lablab purpureus
- Lathyrus spp.
- Leucaena leucocephala
- Lupinus mutabilis
- Macrotyloma uniflorum
- Momordica spp.
- Moringa oleifera
- Mucuna spp.
- Muscari comosum
- Opuntia spp.
- Parkia biglobosa
- Pastinaca sativa
- Physalis philadelphica
- Phytolacca acinosa
- Portulaca oleracea
- Psophocarpus tetragonolobus
- Rorippa indica
- Salsola kali
- Solanum nigrum
- Sphenostylis stenocarpa
- Talinum triangulare
- Vigna aconitifolia
- Vigna angularis
- Vigna subterranea
- Vigna umbellata
- Voandzeia subterranea

### Plantes à racines et tubercules

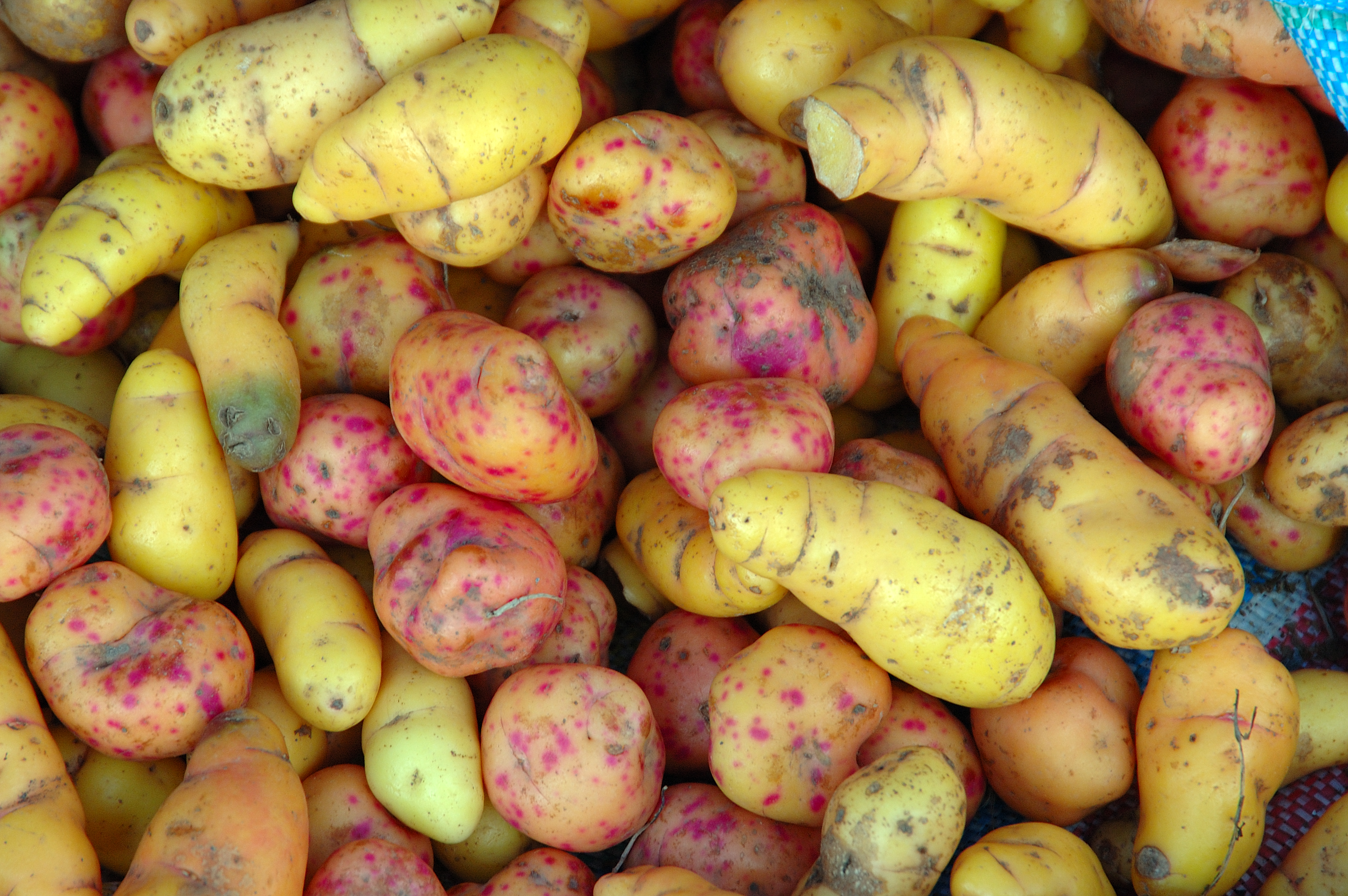
Tubercules d'ulluco (Ullucus tuberosus) en vente dans le sud du Pérou.

- Alocasia spp.
- Arracacia xanthorrhiza
- Calathea allouia
- Canna edulis
- Colocasia esculenta
- Dioscorea spp.
- Harpagophytum procumbens
- Oxalis tuberosa
- Pachyrhizus erosus
- Plectranthus esculentus
- Smallanthus sonchifolius
- Solenostemon rotundifolius
- Tylosema esculentum
- Tylosema fassoglense
- Ullucus tuberosus
- Vigna vexillata
- Xanthosoma sagittifolium

### Plantes industrielles sous-utilisées

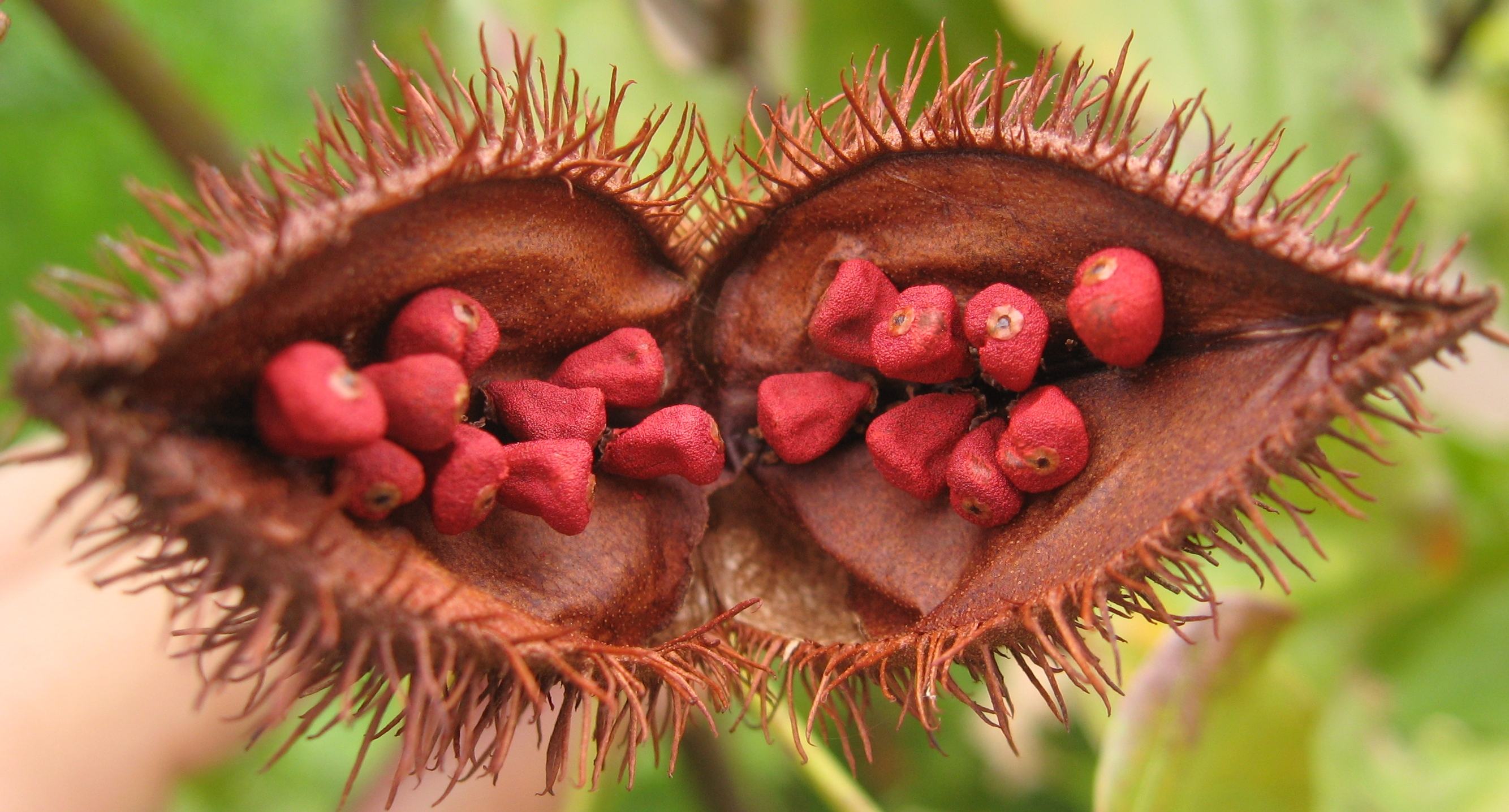
Fruit de Bixa orellana ouvert, montrant les graines dont on extrait le rocou (Campinas, Brésil).

#### Graines oléagineuses
- Acrocomia aculeata
- Bactris gasipaes
- Balanites aegyptiaca
- Butyrospermum paradoxum
- Carthamus tinctorius
- Citrullus colocynthis
- Cuphea spp.
- Euphorbia lagascae
- Jatropha curcas
- Physaria fendleri
- Perilla frutescens
- Ricinodendron rautanenii
- Ricinus communis
- Sesamum indicum
- Simmondsia chinensis
- Vernonia spp.

#### Latex / caoutchouc / gommes
- Couma utilis
- Parthenium argentatum

#### Fibres
- Hibiscus cannabinus

#### Amidon / sucre
- Ceratonia siliqua
- Metroxylon sagu

#### Teintures
- Bixa orellana
- Carthamus tinctorius
- Hibiscus sabdariffa

## Événements internationaux qui ont favorisé les cultures sous-utilisées

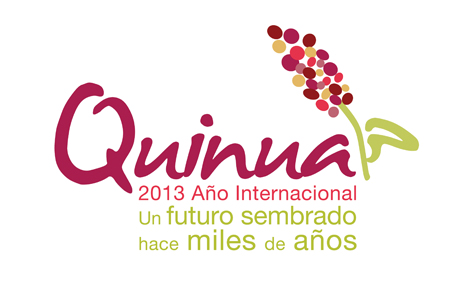
Logo de l'année internationale du quinoa, 2013.

- 1987 - Création du Centre international pour les cultures sous-utilisées (International Centre for Underutilized Crops, ICUC).
- 1996 - Le Plan d'action mondial de la FAO pour les ressources phytogénétiques souligne l'importance des cultures sous-utilisées.
- 1999 - Lors d'un atelier international tenu à Chennai (Inde), le Groupe consultatif pour la recherche agricole internationale (CGIAR) a reconnu la contribution des espèces négligées et sous-utilisées à la sécurité alimentaire, aux revenus ruraux et à la lutte contre la pauvreté.
- 2002 - Établissement de l'Unité mondiale de facilitation des espèces sous-utilisées (GFU) du Forum mondial sur la recherche et l'innovation agricole (GFAR), hébergé au sein de Bioversity International à Rome (Italie).
- 2008 - Établissement de Crops for the Future (CFF) (Cultures pour l'avenir) qui résulte de la fusion de l'ICUC et du GFU, basée en Malaisie[9]
- 2011 - Création du Centre de recherches sur les cultures de l'avenir (CFFRC) en Malaisie[10]
- 2012 - Le séminaire international  Cultures pour le 21e siècle  qui s'est tenu du 10 au 13 décembre 2012 à Córdoba, en Espagne, avait pour objectif de débattre des principaux sujets liés à la nécessité de souligner le rôle des espèces négligées et sous-utilisées pour relever les défis futurs de l'alimentation et de l'agriculture[11].
- 2013 - Lancement officiel de l'Année internationale du quinoa (IYQ-2013), destiné à accroître la sensibilisation, la compréhension et la connaissance du quinoa et de son importance pour la sécurité alimentaire[12]
- 2013 - Troisième conférence internationale sur les espèces négligées et sous-utilisées, Accra, Ghana - pour que la recherche sur les espèces négligées et sous-utilisées (NUS) soit axée sur la demande et que les résultats soient mieux partagés et appliqués, les chercheurs, agents de vulgarisation, secteur privé et agriculteurs doivent s'engager davantage dans la collaboration, en Afrique subsaharienne.